# Naftali (stam)

Stamgebieden in het Bijbelse Israël

De stam van Naftali is een van de twaalf stammen van Israël genoemd in de Hebreeuwse Bijbel. De stamvader was Naftali, de tweede zoon van Jakob en de dienstmeid Bilha.
De stam was een van de kleinere stammen van Israël en kreeg na de verovering van Kanaän land toegewezen in het noorden van het land. Het stamgebied lag ten noordwesten van het meer van Tiberias. Ten westen van Naftali lag de stam Aser, ten zuidwesten het grondgebied van de stam Zebulon en ten zuiden van Naftali lag de stam van Issakar. Later, nadat de Filistijnen haar van haar grondgebied beroofden, nam de stam van Dan gebied ten noorden van Naftali in bezit.
Hoewel de stam klein was werd ze, samen met de stam van Zebulon, door de profetes en richter Debora geprezen vanwege haar moed en strijdlust. Een lid van Naftali, Barak, was generaal van Israël in de strijd tussen de Israëlieten en de Kanaänitische generaal Sisera. 
Toen het verenigde Israël na de dood van Salomo in twee koninkrijken uiteenviel, sloot de stam van Naftali zich aan bij het noordelijke koninkrijk Israël. Toen dit koninkrijk in 722 v.Chr. door de Assyriërs werd veroverd werd de stam, samen met de negen andere stammen van het koninkrijk, weggevoerd in ballingschap. Van hun lot is niets bekend.